# Tommy Jonsson (militär)
Tommy Arne Jonsson, född 24 april 1953 i Skeppsholms församling i Stockholms stad, är en svensk militär.

## Biografi
Jonsson avlade marinofficersexamen vid Sjökrigsskolan 1975 och utnämndes samma år till löjtnant vid Härnösands kustartilleriregemente, varefter han befordrades till kapten 1978 och major 1983. Han var chef för Materielenheten vid Gotlands kustartilleriförsvar med Gotlands kustartilleriregemente 1989–1994. År 1994 befordrades han till överstelöjtnant och samma år till överstelöjtnant med särskild tjänsteställning, varpå han var chef för Fårösunds marinbrigad 1994–1997. År 1997 befordrades han till överste, varefter han var chef för Gotlands kustartilleriregemente 1997–2000 och chef för Samordningsavdelningen i Marinens taktiska kommando i Högkvarteret 2000–2002. Han var chef för Marinavdelningen i Grundorganisationsledningen i Högkvarteret 2003–2004 och chef för Bemanningsavdelningen i Förbandsenheten i Högkvarteret 2006–2007. Därefter var han chef för Arbetsgivaravdelningen i Personalstaben i Högkvarteret 2007–2008 och ställföreträdande chef för Förbandsavdelningen i Produktionsledningen 2009–2011.